# صحنه جرم، ورود ممنوع!
صحنه جرم، ورود ممنوع! فیلمی به کارگردانی ابراهیم شیبانی و نویسندگی علیرضا معتمدی محصول سال ۱۳۸۴ است.

## خلاصه داستان
یک اثر جنایی و اجتماعی است و به برخی از مشکلات جامعه می‌پردازد و داستان پنج شریک است که مشغول ساختن یک برج هستند و در میان آنها مشکلاتی به وجود می‌آید و پلیس وارد ماجرا می‌شود.

## بازیگران
- حمید فرخ‌نژاد
- شقایق فراهانی
- حمیدرضا پگاه
- پولاد کیمیایی
- سام درخشانی
- مرجان شیرمحمدی
- محمدرضا شریفی‌نیا
- نیره فراهانی
- سپیده گلچین
- هدایت الله سجادی
- شیوا خسرومهر

## حواشی
در عنوان بندیِ آغازینِ فیلم، کلمهٔ حضور در با حضور محمد رضا شریفی نیا با املای ناصحیح حضور نوشته شده است. این نکته البته جای بحث دارد که خود محمد رضا شریفی نیا پدید آورندهٔ عنوان بندی ست.